# 鰻鱺亞目
鰻鱺亞目為輻鰭魚綱鰻鱺目的一個亞目。

## 分類
鰻鱺亞目下分3科，如下：
- 鳗鲡科 Anguillidae
- 线鳗科 Nemichthyidae
- 锯锄鳗科 Serrivomeridae